# Allineuc
Allineuc (bret. Alineg) to miejscowość i gmina we Francji, w regionie Bretania, w departamencie Côtes-d’Armor.
Według danych na rok 1990 gminę zamieszkiwało 545 osób, a gęstość zaludnienia wynosiła 23 osoby/km² (wśród 1269 gmin Bretanii Allineuc plasuje się na 804. miejscu pod względem liczby ludności, natomiast pod względem powierzchni na miejscu 402.).